# Phyllachora psychotriae
Phyllachora psychotriae är en svampart som beskrevs av Rehm 1897. Phyllachora psychotriae ingår i släktet Phyllachora och familjen Phyllachoraceae.   Inga underarter finns listade i Catalogue of Life.